# Stazione di Abbiategrasso
Stazione di Abbiategrasso vasútállomás Olaszországban, Abbiategrasso településen.

## Vasútvonalak
Az állomást az alábbi vasútvonalak érintik:
- Mortara–Milánó-vasútvonal

## Kapcsolódó állomások
A vasútállomáshoz az alábbi állomások vannak a legközelebb:
- Cava Ticino railway station
- Stazione di Albairate-Vermezzo